# 井上民二
井上 民二（いのうえ　たみじ、1947年9月24日 - 1997年9月6日）は、日本の生態学者。農学博士。京都大学生態学研究センター教授。
兵庫県津名郡東浦町（現：淡路市）生まれ。生態学を専門とし、熱帯雨林を舞台に営まれる多様な生物の相利共生関係の解明に挑んだ。インドネシアのスマトラ島でシリナシバチの社会構造を研究し、生物多様性を解明するために熱帯雨林の地上数十メートルに広がる林冠を調査した。京都大学生態学研究センター教授として、昆虫と花の関係などで新発見をしたが、ボルネオ島（マレーシア・サラワク州ランビルの丘陵地帯）で飛行機事故のため49歳で死去した。

## 略歴
- 1947年 - 兵庫県津名郡東浦町（現：淡路市）で生まれる
- 1965年
  - 兵庫県立津名高等学校卒業
  - 京都大学農学部へ入学（今西錦司に憧れ京大へ進学した）
- 1971年 - 京都大学農学部農林生物学科卒業[1]
- 1974年 - 京都大学大学院農学研究科農林生物学専攻博士課程中退[1]
- 1992年 - 東京大学生態研センター教授
- 1995年 - 京都大学生態研究センター教授
- 1997年 - 9月6日マレーシアサラワク州ランビルの丘陵地帯（ボルネオ島内）にて小型飛行機墜落により死去[2]。

## 著書
- 生命の宝庫・熱帯雨林
- 熱帯雨林の生態学―生物多様性の世界を探る